# Mariage entre personnes de même sexe au Mexique
- Égalité juridique des mariages entre couples de même sexe et de sexe opposé
- Des licences de mariage sont délivrées aux couples de même sexe bien qu'elles ne soient pas autorisées par la loi de l'État; ils peuvent prendre plus de temps à traiter ou être plus chers que les licences pour les couples de sexe opposé
- Inégalité du mariage : les couples homosexuels mariés ne sont pas considérés comme mariés lorsqu'il s'agit d'adopter des enfants

Le mariage homosexuel est légal sur la totalité du territoire du Mexique depuis le 31 décembre 2022.
Une décision de la Cour suprême de justice de la Nation en août 2010 avait auparavant imposée la reconnaissance des mariages homosexuels dans trente des trente et un États du pays ainsi que dans la capitale Mexico, mais ces derniers devaient soit avoir lieu dans un état l'ayant légalisé, soit être reconnu via une procédure judiciaire — appelée Amparo — auprès de la Cour suprême. La légalisation intervient progressivement dans chaque état du 4 mars 2010 au 31 décembre 2022, date à laquelle les mariages sont directement célébrés et reconnus dans l'intégralité du Mexique. L'adoption par des couples homosexuels n'est cependant possible que dans 21 entités sur 31.

## Au plan fédéral
Le 18 décembre 2019, le parti MORENA au pouvoir au niveau fédéral soumet une proposition d'amendement constitutionnel légalisant le mariage homosexuel dans tout le pays et accordant aux personnes en union civiles les mêmes droits qu'à ceux mariés. L'amendement laisse trois mois aux États pour s'y conformer. 30 des 31 États du Mexique plus la capitale Mexico ont déjà légalisés le mariage au moment du dépôt de l'amendement.

## Tableau de synthèse
| État                    | Adoption de la loi ou décision de justice | Entrée en vigueur |
| ----------------------- | ----------------------------------------- | ----------------- |
| Aguascalientes          | 2 avril 2019                              | 16 aout 2019      |
| Basse-Californie        | 3 novembre 2017                           | 3 novembre 2017   |
| Basse-Californie-du-Sud | 27 juin 2019                              | 29 juin 2019      |
| Campeche                | 10 mai 2016                               | 20 mai 2016       |
| Chiapas                 | 11 juillet 2017                           | 11 mai 2018       |
| Chihuahua               | 11 juin 2015                              | 12 juin 2015      |
| Coahuila                | 1er septembre 2014                        | 17 septembre 2014 |
| Colima                  | 25 mai 2016                               | 12 juin 2016      |
| Durango                 | 16 septembre 2022                         | 19 septembre 2022 |
| Guanajuato              | 20 décembre 2021                          | 20 décembre 2021  |
| Guerrero                | 25 octobre 2022                           | 31 décembre 2022  |
| Hidalgo                 | 24 mai 2019                               | 11 juin 2019      |
| Jalisco                 | 26 janvier 2016                           | 21 avril 2016     |
| État de Mexico          | 11 octobre 2022                           | 2 novembre 2022   |
| Mexico                  | 29 décembre 2009                          | 4 mars 2010       |
| Michoacán               | 18 mai 2016                               | 23 juin 2016      |
| Morelos                 | 18 mai 2016                               | 5 juillet 2016    |
| Nayarit                 | 17 décembre 2015                          | 30 décembre 2015  |
| Nuevo León              | 19 février 2019                           | 31 mai 2019       |
| Oaxaca                  | 26 août 2018                              | 26 août 2018      |
| Puebla                  | 1er août 2017                             | 16 février 2018   |
| Querétaro               | 22 septembre 2021                         | 13 novembre 2021  |
| Quintana Roo            | 3 mai 2012                                | 3 mai 2012        |
| San Luis Potosí         | 17 mai 2019                               | 21 mai 2019       |
| Sinaloa                 | 15 juin 2021                              | 30 juin 2021      |
| Sonora                  | 23 septembre 2021                         | 22 octobre 2021   |
| Tabasco                 | 19 octobre 2022                           | 27 octobre 2022   |
| Tamaulipas              | 26 octobre 2022                           | 19 novembre 2022  |
| Tlaxcala                | 8 décembre 2020                           | 24 décembre 2020  |
| Veracruz                | 30 mai 2022                               | 13 juin 2022      |
| Yucatán                 | 1er mars 2022                             | 4 mars 2022       |
| Zacatecas               | 14 décembre 2021                          | 30 décembre 2021  |

## Législation par entité fédérative

### Ville de Mexico
La loi légalisant le mariage entre personnes du même sexe a été approuvée par l’Assemblée législative de la Ville de Mexico le 21 décembre 2009 et approuvée par le maire le 29 décembre 2009. La Ley de Sociedad de Convivencia existait dans la capitale depuis 2006, offrant certains droits comparables à ceux du mariage.
La ville de Mexico est la quatorzième juridiction dans le monde à légaliser les mariages homosexuels et la première en Amérique latine.

### Aguascalientes
Une action d'anticonstitutionnalité est formée en 2018 par la Commission d'État des Droits humains d'Aguascalientes, contestant les articles 143, 144 et 113 bis du Code civil qui limitent le mariage aux couples de sexe différent afin de « perpétuer l'espèce ».
Le 2 avril 2019, la Cour suprême a rendu sa décision à ce recours, décide d'annuler l'interdiction du mariage entre couples de même sexe ; faisant de l'État d'Aguascalientes le 14e État du Mexique à légaliser le mariage homosexuel,.

### Campeche
Le 4 avril 2016, le gouverneur de l’État de Campeche, Alejandro Moreno Cárdenas soumet le projet de loi ouvrant le mariage aux couples de même sexe au Congrès. Rapidement, les deux plus grands partis politiques en son sein, le PRI et le PAN annoncent leur soutien au projet de loi.
Le 10 mai 2016, le Congrès de Campeche adopte par 34 voix contre une le projet de loi permettant le mariage homosexuel dans l’État. Il est publié au Journal Officiel le 16 mai 2016 et entre en vigueur officiellement le 20 mai 2016,.

### Chiapas
La première tentative pour légaliser le mariage homosexuel dans l’État de Chiapas date de novembre 2013, quand Diego Cadenas Gordillo, militant pour les droits de l’homme envoya une initiative dans ce sens au Congrès de Chiapas. Elle est rejetée dans les mois qui suivent sur la base qu’une telle initiative citoyenne requiert le soutien d’au moins 1,5 % de l’électorat ou 50 500 signataires. Le 25 septembre 2014, une injonction collective pour la légalisation du mariage des couples de même sexe est déposée. Le 3 mars 2015, 51 couples gays ont obtenu le droit de se marier, le Code civil de l’État l’interdisant ayant été déclaré inconstitutionnel par la Cour suprême de justice de la Nation. Néanmoins, au début de mai 2016, ces 51 couples étaient encore en attente de l’accord d’une injonction, tandis qu’un seul couple homosexuel a pu se marier grâce à un amparo,.
Un nouveau projet de loi est présenté au Congrès le 24 mai 2016 et est rapidement adopté à l’unanimité de ses membres par 33 voix favorables et 7 abstentions. Le mariage homosexuel sera officiel dans l’État une fois la loi promulguée et publiée au Journal officiel.
Le 6 avril 2016, une action de non-constitutionnalité de l’interdiction du mariage homosexuel dans l’État de Chiapas est engagée devant la Cour suprême de justice de la Nation,. La décision, rendue le 11 juillet 2017 conclut que la définition du mariage dans le Code civil de l’État de Chiapas, comme étant l’union d’un homme et d’une femme est anticonstitutionnelle, ce qui légalise le mariage homosexuel sur celui-ci, sans nécessité de recourir à l’amparo au préalable,.
Le 26 décembre 2024, le Congrès approuve la réforme de 2016 ouvrant le mariage au couple du même sexe.

### Chihuahua
Le 11 juin 2015, le gouverneur de l’État de Chihuahua, César Duarte Jáquez annonce que les administrations ne pouvaient plus refuser de délivrer des licences de mariage aux couples homosexuels, faisant de cet État le quatrième État du Mexique à légaliser le mariage homosexuel. Ces licences sont officiellement délivrées le 12 juin 2015.

### Coahuila
Le 1er septembre 2014, le Congrès de l’État de Coahuila a approuvé le projet de loi du social-démocrate Samuel Acevedo ouvrant le mariage aux couples de même sexe. La loi étant entrée en vigueur seize jours plus tard, le premier mariage a pu être célébré le 20 septembre 2014.

### Colima
Le 14 juin 2013, un juge du second district de l’État de Colima juge que le Code civil de l’État est inconstitutionnel dans sa limitation du mariage aux seuls couples de sexes opposés. Face à cela, le 4 juillet 2013, le Congrès d’État approuve un amendement à l’article 147 de sa Constitution permettant d’introduire l’union civile dans l’État et de changer la définition du mariage comme étant l’union d’un homme et d’une femme, interdisant constitutionnellement le mariage homosexuel. Dans les 30 jours, 7 des 10 municipalités de Colima approuvent cette interdiction. Un appel à cette modification est effectué devant la Cour Suprême de la Nation en août 2014 qui accepte de l’étudier.
Le 18 mars 2015, un juge de district énonce : « Le traitement séparé mais égal est discriminant et inconstitutionnel » ; il statue également que la section 201 du Code civil qui définit le genre social de l’homme et de la femme est discriminatoire et réitère que le droit à l’adoption homoparentale des couples hétérosexuels mariés doit être également ouvert aux couples de même sexe. Peu après l’énoncé de la décision de ce juge, un groupe LGBT local annonce qu’il aidera tout couple homosexuel engagé dans une union civile à recevoir un certificat de mariage. Le 17 juin 2015, la Cour Suprême juge qu’une « séparée mais égale union est inconstitutionnelle ». Depuis cette décision, le gouvernement a annoncé que les unions civiles cesseraient d’exister le 10 juillet 2015, le PRD soumettant un projet de loi ouvrant le mariage aux couples de même sexe devant le Congrès.
Le Congrès d’État de Colima décide à l’unanimité d’abroger la loi créant l’union civile dans l’État ainsi que l’interdiction constitutionnelle du mariage homosexuel, réformant ainsi l’article 147 du Code civil, le 5 mai 2016.
Le 25 mai 2016, le mariage homosexuel est adopté par le Congrès de l’État de Colima à l’unanimité, par 24 voix favorables,, et la loi est promulguée le 12 juin 2016.

### Guerrero
Le 25 juin 2015, à la suite de la décision de la Cour suprême de justice de la Nation de rendre inconstitutionnel l’interdiction du mariage homosexuel, l’État civil de Guerrero annonce que ces mariages sont légaux, et 20 mariages gays sont organisés en même temps le 10 juillet 2015.
Le 13 janvier 2016, le directeur civil des Registres civils d’Acapulco annonce qu’il n’existe aucune loi autorisant le mariage gay dans cet État, et que tous les mariages célébrés, sans recours à l’amparo sont invalides.
Néanmoins, le 13 février 2016, un mois après les déclarations du directeur civil des Registres civils d’Acapulco, et à la veille de mariages de masse prévus dans tout l’État, le chef du département de l’État civil de Guerrero annonce que les couples de même sexe peuvent se marier dans toutes les juridictions qu’ils veulent, tout mariage étant juridiquement valable, y compris à Acapulco.
En mars 2017, il est indiqué que les municipalités n’ont pas le droit de célébrer des mariages entre couples de même sexe sans recours à l’amparo
Le parlement du Guerrero vote la légalisation le 25 octobre 2022. Cette dernière entre en vigueur le 31 décembre suivant à sa parution au Journal officiel. Guerrero est alors le dernier état mexicain où le mariage homosexuel entre en vigueur, marquant la légalisation sur l'ensemble du territoire national.

### Hidalgo
Un partenariat domestique, ouvert aux couples de même sexe a été introduit en 2007, mais il a été stoppé successivement par l’Assemblée législative et le Congrès. En octobre 2013, le législateur a indiqué « qu’il n’y a pas de maturité suffisante dans la société pour accepter le mariage entre personnes de même sexe » et indique qu’il envisage plutôt un projet de loi sur un partenariat conjugal.
En raison de l’absence d’action législative, le 8 août 2014, une injonction collective pour 6 couples homosexuels est déposée pour contester de la constitutionnalité des articles 8, 11 et 143 du Code de la Famille et leur garantir le droit au mariage.

### Jalisco
Le 12 mai 2016, le Congrès d’État de Jalisco prend acte de la résolution de la Cour suprême de justice de la Nation déclarant anticonstitutionnelle la décision d’interdire le mariage pour les couples de même sexe dans l’ensemble des États et déclare invalide les articles 258, 260 et 267 de son Code Civil restreignant le mariage aux seuls couples de sexe opposés, légalisant ainsi le mariage homosexuel.

### Michoacán
Le 9 février 2016, le Comité législatif de la Justice et des droits de l’homme approuve un Code de la Famille qui légalise le mariage homosexuel, déclarant que le Congrès de Michoacán aura à se prononcer sur ce nouveau Code dans les semaines à venir. Le vote est finalement prévu pour le mois de mai.
Le 18 mai 2016, le Congrès d’État de Michoacán adopte finalement le nouveau Code la Famille autorisant le mariage pour les couples de même sexe par 27 voix, 8 abstentions et aucune contre,. La loi est publiée officiellement au Journal officiel d’État le 22 juin 2016 et entre en vigueur le 23 juin 2016, elle ouvre également aux couples de même sexe l’adoption plénière et conjointe.

### Nayarit
En décembre 2015, le Congrès de l’État du Nayarit approuve un projet de loi légalisant le mariage homosexuel, qui entre en vigueur dès le 30 décembre.

### Puebla
Le 7 décembre 2006, une loi similaire à celle de la Ville de Mexico est proposée dans l’État ; mais elle a fait face à l’opposition et aux critiques des députés du Parti révolutionnaire institutionnel (PRI) et du Parti action nationale (PAN) qui ont déclaré que « la famille traditionnelle » est le seul modèle social et qu’il ne peut pas en être autrement. La même proposition de loi est présentée en 2011 et de manière successive les années suivantes, mais aucun changement n’a été adopté pendant les législatures.
Le 27 avril 2016, une action d’anticonstitutionnalité est déposée devant la Cour suprême de justice de la Nation. Le 1er aout 2017, celle-ci déclare à l’unanimité que le mariage homosexuel est légal dans l’État de Puebla, invalidant le Code civil de l’État limitant le mariage comme étant l’union d’un homme et d’une femme aux fins de procréation, et élimine ainsi le besoin de recourir à un amparo pour que les couples de même sexe aient le droit de se marier,.
Malgré la pression de l’Église catholique et l'opposition des députés PAN au Congrès de l’État de Puebla, cette institution décide de suivre plusieurs décisions de la Cour suprême et légalise le mariage homosexuel dans cet État le 3 novembre 2020. Dans les faits, des mariages entre personnes de même sexe y étaient célébrés depuis 2018, mais n'étaient pas reconnus officiellement.

### Querétaro
Le 21 juillet 2015, la municipalité de Santiago de Querétaro, capitale de l’État qui comprend 40 % de sa population, annonce que les couples de même sexe pourront se marier sur son territoire sans recours à l’amparo.
Depuis, sept autres municipalités ont suivi la capitale : Amealco de Bonfil, Cadereyta de Montes, Ezequiel Montes, Huimilpan, Pedro Escobedo, San Joaquín et Tolimán. Les municipalités restantes acceptent de marier les couples de même sexe, mais avec un recours à l’amparo préalable.

### Quintana Roo
Dans l’État de Quintana Roo le mariage entre personnes du même sexe est reconnu légal depuis mai 2012.

### San Luís Potosí
Le 6 juin 2016, il est annoncé qu'un comité spécial du Congrès de San Luís Potosí étudierait le projet de loi sur le mariage entre couples de même sexe, qui serait alors soumis au vote dans un délai de 90 jours. En novembre de la même année, le Congrès a voté contre cette loi. Un député PRD a déclaré avoir voté contre par erreur et annoncé qu'il présenterait une nouvelle proposition de loi en 2017.
La nouvelle proposition de loi est déposée en octobre 2017. À la suite des élections de 2018 ayant vu la victoire du parti MORENA à San Luís Potosí, la loi est adoptée par le Congrès, par 14 voix pour et 12 contre, le 16 mai 2019. Elle est promulguée par le gouverneur Juan Manuel Carreras et est publiée au Journal Officiel le 20 mai. La loi entre en vigueur le 21 mai 2019, faisant de l'État de San Luís Potosí le 15e, avec le district fédéral, à légaliser le mariage homosexuel au Mexique,.

### Sinaloa
Le parlement de l'État a voté en faveur du mariage pour les couples de même sexe le 15 juin 2021. La nouvelle loi, promulguée le 28 juin, entre en application le 29 juin.

### Sonora
Le mariage homosexuel est légal dans l’État de Sonora depuis le 11 mai 2016. Le Directeur des registres d’état civil ayant annoncé à cette date que tous les couples pouvaient désormais se marier, sans recours à l’amparo.
Néanmoins, le 18 mai 2016 la Gouverneure de Sonora, Claudia Pavlovich Arellano, ordonne d’arrêter de marier les couples de même sexe si ceux-ci n’ont pas eu recours à la justice auparavant.

### Tlaxcala
Le 8 décembre 2020, le Congrès de Tlaxcala (majorité Mouvement de régénération nationale) vote avec une large avance (16 voix pour et 3 voix contre) la modification de la définition du mariage, jusque-là défini dans la législation de cet État comme l'union d'un homme et d'une femme, afin de le définir comme "l'union de deux personnes consentantes" de plus de 18 ans. Dans les faits, ceci légalise le mariage homosexuel et le soumet directement aux mêmes droits et obligations que le mariage hétérosexuel.
Le mariage pour tous entre en vigueur le 24 décembre suivant une fois la nouvelle loi signée, promulguée et publiée au Journal officiel de l'État.

### Yucatán
En août 2021, après deux essais ratés en 2019 pleins d’irrégularités, la Cour Suprême a ordonné à l'État du Yucatán à légiférer de façon ouverte et transparente pour se conformer à la jurisprudence de 2016 qui oblige à tous les entités à voter en faveur. La Cour Suprême avait aussi invalidé les articles de la constitution locale affirmant que « le mariage est l'union d'un homme et une femme » et pas « l’union légale libre et volontaire de deux personnes ayant des droits, des devoirs et des obligations égaux » comme dans le reste des entités. L'État est devenu ainsi le 22e à harmoniser leurs lois .

### Zacatecas
Une proposition de loi d’union civile a été soumise au Congrès de Zacatecas le 30 juin 2011, néanmoins les députés ont indiqué en 2013 que ce n’était pas une priorité parlementaire. En mars 2014, ils refusent à nouveau d’approuver cette proposition de loi.
Le 18 juin 2015, une députée du PRD annonce qu’elle va soumettre une proposition de loi pour modifier le Code civil et de la Famille afin de garantir aux couples de même sexe les mêmes droits que pour les couples mariés.
La première injonction déposée par un couple homosexuel dans l’État a été approuvée en mai 2016. Le 3 avril 2017, un couple de femmes de Fresnillo obtient un amparo leur permettant de se marier.
Le 14 février 2019, Ulises Mejía Haro, maire de la ville de Zacatecas annonce que la commune va délivrer automatiquement les certificats de mariage, sans nécessité de recourir à l'amparo, légalisant ainsi le mariage homosexuel sur la municipalité,. Cette annonce reçoit l'opposition du gouverneur de l'État de Zacatecas et de  l'évêque du diocèse ; mais le premier mariage a lieu le 23 février.
La municipalité de Cuauhtémoc emboîte le pas de Zacatecas et légalise le mariage homosexuel le 1er mars 2019 ; tout comme la municipalité de Villanueva le 20 mai 2019, de Miguel Auza le 5 juillet 2019 et de Fresnillo le 7 juillet 2020,.